# Lista de finais masculinas em simples do Torneio de Wimbledon

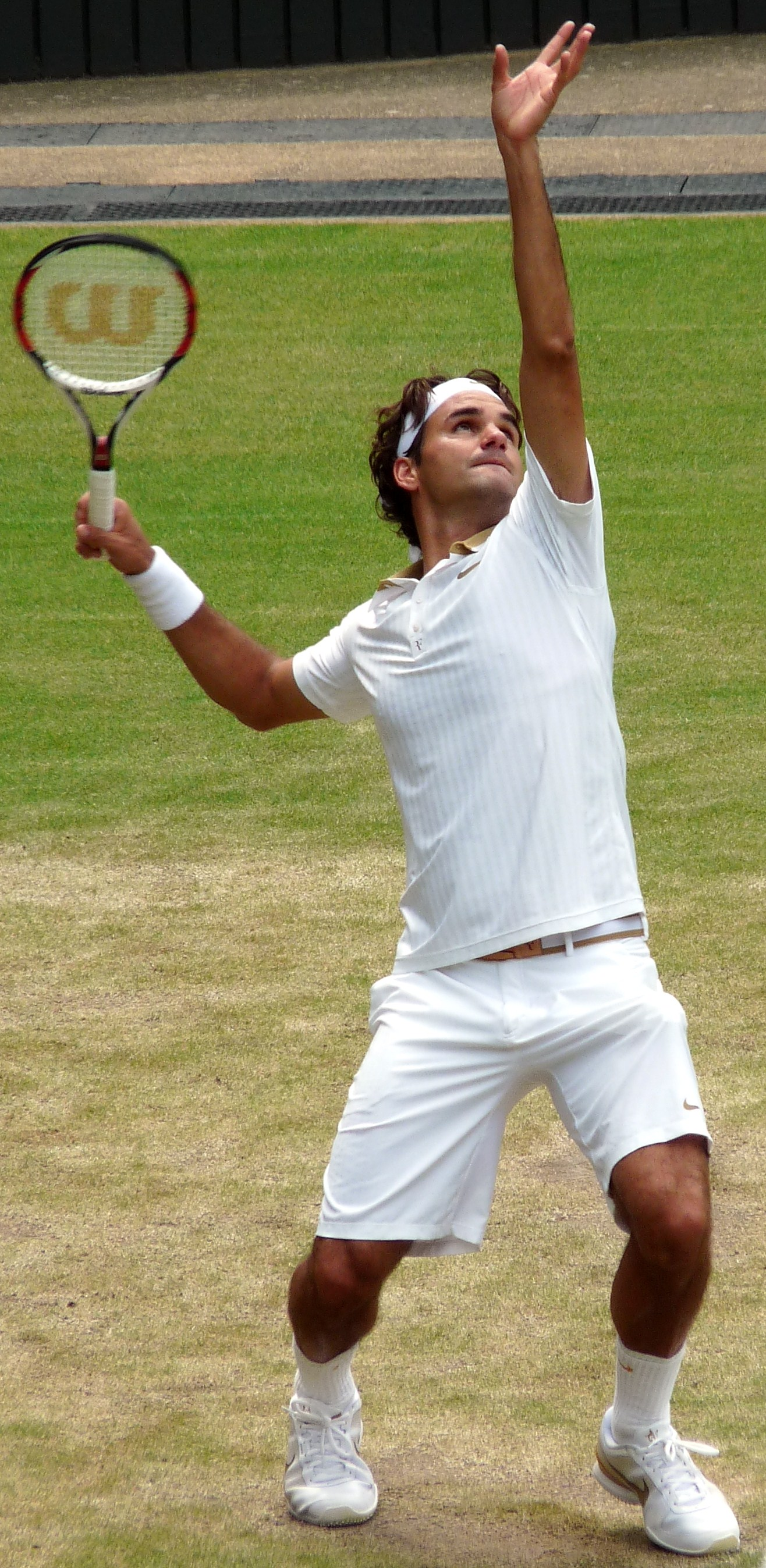
Roger Federer é o maior vencedor, com 8 títulos.

Esta é a lista de finais masculinas em simples do Torneio de Wimbledon.
Wimbledon é Grand Slam mais antigo da história do tênis. Talvez, por isso é o torneio mais tradicional e famoso do tênis. O torneio de Wimbledon possui um charme especial por ser disputado grama desde da sua primeira edição e também por ter regras de etiqueta com os tenistas de roupa branca e a platéia com roupa social. E assim como Roland Garros, as luzes do torneio devem ser naturais e não existe tie-break no último set deixando o jogo com o tempo indeterminado até que algum tenista faça 2 games de diferença no quinto set.
O torneio é disputado por volta do mês de julho. A era amadora foi disputada de 1877-1967 e a era aberta de 1968-Presente.

## Por ano

### Era aberta
| Ano                                                           | Campeão          | Vice-campeão       | Resultado                    | Piso |
| ------------------------------------------------------------- | ---------------- | ------------------ | ---------------------------- | ---- |
| 2025                                                          | Jannik Sinner    | Carlos Alcaraz     | 4-6, 6–4, 6-4, 6-4           |      |
| 2024                                                          | Carlos Alcaraz   | Novak Djokovic     | 6–2, 6–2, 7–64               |      |
| 2023                                                          | Carlos Alcaraz   | Novak Djokovic     | 1–6, 7–66, 6–1, 3–6, 6–4     |      |
| 2022                                                          | Novak Djokovic   | Nick Kyrgios       | 4–6, 6–3, 6–4, 7–63          |      |
| 2021                                                          | Novak Djokovic   | Matteo Berrettini  | 46–7, 6–4, 6–4, 6–3          |      |
| Torneio não realizado em 2020, devido à pandemia de COVID-19. |                  |                    |                              |      |
| 2019                                                          | Novak Djokovic   | Roger Federer      | 7–65, 1–6, 7–64, 4–6, 13–123 |      |
| 2018                                                          | Novak Djokovic   | Kevin Anderson     | 6–2, 6–2, 7–63               |      |
| 2017                                                          | Roger Federer    | Marin Čilić        | 6–3, 6–1, 6–4                |      |
| 2016                                                          | Andy Murray      | Milos Raonic       | 6–4, 7–63, 7–62              |      |
| 2015                                                          | Novak Djokovic   | Roger Federer      | 7–61, 106–7, 6–4, 6–3        |      |
| 2014                                                          | Novak Djokovic   | Roger Federer      | 76–7, 6–4, 7–64, 5–7, 6–4    |      |
| 2013                                                          | Andy Murray      | Novak Djokovic     | 6–4, 7–5, 6–4                |      |
| 2012                                                          | Roger Federer    | Andy Murray        | 4–6, 7–5, 6–3, 6–4           |      |
| 2011                                                          | Novak Djokovic   | Rafael Nadal       | 6–4, 6–1, 1–6, 6–3           |      |
| 2010                                                          | Rafael Nadal     | Tomáš Berdych      | 6–3, 7–5, 6–4                |      |
| 2009                                                          | Roger Federer    | Andy Roddick       | 5–7, 7–66, 7–65, 3–6, 16–14  |      |
| 2008                                                          | Rafael Nadal     | Roger Federer      | 6–4, 6–4, 56–7, 86–7, 9–7    |      |
| 2007                                                          | Roger Federer    | Rafael Nadal       | 7–67, 4–6, 7–63, 2–6, 6–2    |      |
| 2006                                                          | Roger Federer    | Rafael Nadal       | 6–0, 7–65, 26–7, 6–3         |      |
| 2005                                                          | Roger Federer    | Andy Roddick       | 6–2, 7–62, 6–4               |      |
| 2004                                                          | Roger Federer    | Andy Roddick       | 4–6, 7–5, 7–63, 6–4          |      |
| 2003                                                          | Roger Federer    | Mark Philippoussis | 7–65, 6–2, 7–63              |      |
| 2002                                                          | Lleyton Hewitt   | David Nalbandian   | 6–1, 6–3, 6–2                |      |
| 2001                                                          | Goran Ivanišević | Patrick Rafter     | 6–3, 3–6, 6–3, 2–6, 9–7      |      |
| 2000                                                          | Pete Sampras     | Patrick Rafter     | 106–7, 7–65, 6–4, 6–2        |      |
| 1999                                                          | Pete Sampras     | Andre Agassi       | 6–3, 6–4, 7–5                |      |
| 1998                                                          | Pete Sampras     | Goran Ivanisevic   | 26–7, 7–69, 6–4, 3–6, 6–2    |      |
| 1997                                                          | Pete Sampras     | Cédric Pioline     | 6–4, 6–2, 6–4                |      |
| 1996                                                          | Richard Krajicek | MaliVai Washington | 6–3, 6–4, 6–3                |      |
| 1995                                                          | Pete Sampras     | Boris Becker       | 56–7, 6–2, 6–4, 6–2          |      |
| 1994                                                          | Pete Sampras     | Goran Ivanisevic   | 7–62, 7–65, 6–0              |      |
| 1993                                                          | Pete Sampras     | Jim Courier        | 7–63, 7–66, 3–6, 6–3         |      |
| 1992                                                          | Andre Agassi     | Goran Ivanisevic   | 86–7, 6–4, 6–4, 1–6, 6–4     |      |
| 1991                                                          | Michael Stich    | Boris Becker       | 6–4, 7–64, 6–4               |      |
| 1990                                                          | Stefan Edberg    | Boris Becker       | 6–2, 6–2, 3–6, 3–6, 6–4      |      |
| 1989                                                          | Boris Becker     | Stefan Edberg      | 6–0, 7–61, 6–4               |      |
| 1988                                                          | Stefan Edberg    | Boris Becker       | 4–6, 7–62, 6–4, 6–2          |      |
| 1987                                                          | Pat Cash         | Ivan Lendl         | 7–65, 6–2, 7–5               |      |
| 1986                                                          | Boris Becker     | Ivan Lendl         | 6–4, 6–3, 7–5                |      |
| 1985                                                          | Boris Becker     | Kevin Curren       | 6–3, 46–7, 7–63, 6–4         |      |
| 1984                                                          | John McEnroe     | Jimmy Connors      | 6–1, 6–1, 6–2                |      |
| 1983                                                          | John McEnroe     | Chris Lewis        | 6–2, 6–2, 6–2                |      |
| 1982                                                          | Jimmy Connors    | John McEnroe       | 3–6, 6–3, 26–7, 7–65, 6–4    |      |
| 1981                                                          | John McEnroe     | Björn Borg         | 4–6, 7–61, 7–64, 6–4         |      |
| 1980                                                          | Björn Borg       | John McEnroe       | 1–6, 7–5, 6–3, 166–7, 8–6    |      |
| 1979                                                          | Björn Borg       | Roscoe Tanner      | 46–7, 6–1, 3–6, 6–3, 6–4     |      |
| 1978                                                          | Björn Borg       | Jimmy Connors      | 6–2, 6–2, 6–3                |      |
| 1977                                                          | Björn Borg       | Jimmy Connors      | 3–6, 6–2, 6–1, 5–7, 6–4      |      |
| 1976                                                          | Björn Borg       | Ilie Năstase       | 6–4, 6–2, 9–7                |      |
| 1975                                                          | Arthur Ashe      | Jimmy Connors      | 6–1, 6–1, 5–7, 6–4           |      |
| 1974                                                          | Jimmy Connors    | Ken Rosewall       | 6–1, 6–1, 6–4                |      |
| 1973                                                          | Jan Kodeš        | Alex Metreveli     | 6–1, 9–8, 6–3                |      |
| 1972                                                          | Stan Smith       | Ilie Năstase       | 4–6, 6–3, 6–3, 4–6, 7–5      |      |
| 1971                                                          | John Newcombe    | Stan Smith         | 6–3, 5–7, 2–6, 6–4, 6–4      |      |
| 1970                                                          | John Newcombe    | Ken Rosewall       | 5–7, 6–3, 6–2, 3–6, 6–1      |      |
| 1969                                                          | Rod Laver        | John Newcombe      | 6–4, 5–7, 6–4, 6–4           |      |
| 1968                                                          | Rod Laver        | Tony Roche         | 6–3, 6–4, 6–2                |      |

### Era amadora
| Ano                                                                        | Campeão             | Vice-campeão         | Resultado                | Piso |
| -------------------------------------------------------------------------- | ------------------- | -------------------- | ------------------------ | ---- |
| 1967                                                                       | John Newcombe       | Wilhelm P. Bungert   | 6–3, 6–1, 6–1            |      |
| 1966                                                                       | Manuel Santana      | Dennis Ralston       | 6–4, 11–9, 6–4           |      |
| 1965                                                                       | Roy Emerson         | Fred Stolle          | 6–2, 6–4, 6–4            |      |
| 1964                                                                       | Roy Emerson         | Fred Stolle          | 6–1, 12–10, 4–6, 6–3     |      |
| 1963                                                                       | Chuck McKinley      | Fred Stolle          | 9–7, 6–1, 6–4            |      |
| 1962                                                                       | Rod Laver           | Marty Mulligan       | 6–2, 6–2, 6–1            |      |
| 1961                                                                       | Rod Laver           | Chuck McKinley       | 6–3, 6–1, 6–4            |      |
| 1960                                                                       | Neale Fraser        | Rod Laver            | 6–4, 3–6, 9–7, 7–5       |      |
| 1959                                                                       | Alex Olmedo         | Rod Laver            | 6–4, 6–3, 6–4            |      |
| 1958                                                                       | Ashley Cooper       | Neale Fraser         | 3–6, 6–3, 6–4, 13–11     |      |
| 1957                                                                       | Lew Hoad            | Ashley Cooper        | 6–2, 6–1, 6–2            |      |
| 1956                                                                       | Lew Hoad            | Ken Rosewall         | 6–2, 4–6, 7–5, 6–4       |      |
| 1955                                                                       | Tony Trabert        | Kurt Nielsen         | 6–3, 7–5, 6–1            |      |
| 1954                                                                       | Jaroslav Drobný     | Ken Rosewall         | 13–11, 4–6, 6–2, 9–7     |      |
| 1953                                                                       | Vic Seixas          | Kurt Nielsen         | 9–7, 6–3, 6–4            |      |
| 1952                                                                       | Frank Sedgman       | Jaroslav Drobný      | 4–6, 6–2, 6–3, 6–2       |      |
| 1951                                                                       | Dick Savitt         | Ken McGregor         | 6–4, 6–4, 6–4            |      |
| 1950                                                                       | Budge Patty         | Frank Sedgman        | 6–1, 8–10, 6–2, 6–3      |      |
| 1949                                                                       | Ted Schroeder       | Jaroslav Drobný      | 3–6, 6–0, 6–3, 4–6, 6–4  |      |
| 1948                                                                       | Bob Falkenburg      | John Bromwich        | 7–5, 0–6, 6–2, 3–6, 7–5  |      |
| 1947                                                                       | Jack Kramer         | Tom Brown            | 6–1, 6–3, 6–2            |      |
| 1946                                                                       | Yvon Petra          | Geoff Brown          | 6–2, 6–4, 7–9, 5–7, 6–4  |      |
| Torneio não realizado entre 1940 e 1945, devido à Segunda Guerra Mundial.  |                     |                      |                          |      |
| 1939                                                                       | Bobby Riggs         | Elwood Cooke         | 2–6, 8–6, 3–6, 6–3, 6–2  |      |
| 1938                                                                       | Don Budge           | Henry Austin         | 6–1, 6–0, 6–3            |      |
| 1937                                                                       | Don Budge           | Gottfried von Cramm  | 6–3, 6–4, 6–2            |      |
| 1936                                                                       | Fred Perry          | Gottfried von Cramm  | 6–1, 6–1, 6–0            |      |
| 1935                                                                       | Fred Perry          | Gottfried von Cramm  | 6–2, 6–4, 6–4            |      |
| 1934                                                                       | Fred Perry          | Jack Crawford        | 6–3, 6–0, 7–5            |      |
| 1933                                                                       | Jack Crawford       | Ellsworth Vines      | 4–6, 11–9, 6–2, 2–6, 6–4 |      |
| 1932                                                                       | Ellsworth Vines     | Henry Austin         | 6–4, 6–2, 6–0            |      |
| 1931                                                                       | Sidney Wood         | Francis Shields      | w/o                      |      |
| 1930                                                                       | Bill Tilden         | Wilmer Allison, Jr.  | 6–3, 9–7, 6–4            |      |
| 1929                                                                       | Henri Cochet        | Jean Borotra         | 6–4, 6–3, 6–4            |      |
| 1928                                                                       | René Lacoste        | Henri Cochet         | 6–1, 4–6, 6–4, 6–2       |      |
| 1927                                                                       | Henri Cochet        | Jean Borotra         | 4–6, 4–6, 6–2, 6–4, 7–5  |      |
| 1926                                                                       | Jean Borotra        | Howard Kinsey        | 8–6, 6–1, 6–3            |      |
| 1925                                                                       | René Lacoste        | Jean Borotra         | 6–3, 6–3, 4–6,–6         |      |
| 1924                                                                       | Jean Borotra        | René Lacoste         | 6–1, 3–6, 6–1, 3–6, 6–4  |      |
| 1923                                                                       | Bill Johnston       | Frank Hunter         | 6–0, 6–3, 6–1            |      |
| 1922                                                                       | Gerald Patterson    | Randolph Lycett      | 6–3, 6–4, 6–2            |      |
| 1921                                                                       | Bill Tilden         | Brian Norton         | 4–6, 2–6, 6–1, 6–0, 7–5  |      |
| 1920                                                                       | Bill Tilden         | Gerald Patterson     | 2–6, 6–2, 6–3, 6–4       |      |
| 1919                                                                       | Gerald Patterson    | Norman Brookes       | 6–3, 7–5, 6–2            |      |
| Torneio não realizado entre 1915 e 1918, devido à Primeira Guerra Mundial. |                     |                      |                          |      |
| 1914                                                                       | Norman Brookes      | Anthony Wilding      | 6–4, 6–4, 7–5            |      |
| 1913                                                                       | Anthony Wilding     | Maurice McLoughlin   | 8–6, 6–3, 10–8           |      |
| 1912                                                                       | Anthony Wilding     | Arthur Gore          | 6–4, 6–4, 4–6, 6–4       |      |
| 1911                                                                       | Anthony Wilding     | H. Roper Barrett     | 6–4, 4–6, 2–6, 6–2 (ab.) |      |
| 1910                                                                       | Anthony Wilding     | Arthur Gore          | 6–4, 7–5, 4–6, 6–2       |      |
| 1909                                                                       | Arthur Gore         | Josiah Ritchie       | 6–8, 1–6, 6–2, 6–2, 6–2  |      |
| 1908                                                                       | Arthur Gore         | H. Roper Barrett     | 6–3, 6–2, 4–6, 3–6, 6–4  |      |
| 1907                                                                       | Norman Brookes      | Arthur Gore          | 6–4, 6–2, 6–2            |      |
| 1906                                                                       | Lawrence Doherty    | Frank Riseley        | 6–4, 4–6, 6–2, 6–3       |      |
| 1905                                                                       | Lawrence Doherty    | Norman Brookes       | 8–6, 6–2, 6–4            |      |
| 1904                                                                       | Lawrence Doherty    | Frank Riseley        | 6–1, 7–5, 8–6            |      |
| 1903                                                                       | Lawrence Doherty    | Frank Riseley        | 7–5, 6–3, 6–0            |      |
| 1902                                                                       | Lawrence Doherty    | Arthur Gore          | 6–4, 6–3, 3–6, 6–0       |      |
| 1901                                                                       | Arthur Gore         | Reginald Doherty     | 4–6, 7–5, 6–4, 6–4       |      |
| 1900                                                                       | Reginald Doherty    | Sidney Smith         | 6–8, 6–3, 6–1, 6–2       |      |
| 1899                                                                       | Reginald Doherty    | Arthur Gore          | 1–6, 4–6, 6–3, 6–3, 6–3  |      |
| 1898                                                                       | Reginald Doherty    | Lawrence Doherty     | 6–3, 6–3, 2–6, 5–7, 6–1  |      |
| 1897                                                                       | Reginald Doherty    | Harold Mahoney       | 6–4, 6–4, 6–3            |      |
| 1896                                                                       | Harold Mahoney      | Wilfred Baddeley     | 6–2, 6–8, 5–7, 8–6, 6–3  |      |
| 1895                                                                       | Wilfred Baddeley    | Wilberforce Eaves    | 4–6, 2–6, 8–6, 6–2, 6–3  |      |
| 1894                                                                       | Joshua Pim          | Wilfred Baddeley     | 10–8, 6–2, 8–6           |      |
| 1893                                                                       | Joshua Pim          | Wilfred Baddeley     | 3–6, 6–1, 6–3, 6–2       |      |
| 1892                                                                       | Wilfred Baddeley    | Joshua Pim           | 4–6, 6–3, 6–3, 6–2       |      |
| 1891                                                                       | Wilfred Baddeley    | Joshua Pim           | 6–4, 1–6, 7–5, 6–0       |      |
| 1890                                                                       | Willoughby Hamilton | William Renshaw      | 6–8, 6–2, 3–6, 6–1, 6–1  |      |
| 1889                                                                       | William Renshaw     | Ernest Renshaw       | 6–4, 6–1, 3–6, 6–0       |      |
| 1888                                                                       | Ernest Renshaw      | Herbert Lawford      | 6–3, 7–5, 6–0            |      |
| 1887                                                                       | Herbert Lawford     | Ernest Renshaw       | 1–6, 6–3, 3–6, 6–4, 6–4  |      |
| 1886                                                                       | William Renshaw     | Herbert Lawford      | 6–0, 5–7, 6–3, 6–4       |      |
| 1885                                                                       | William Renshaw     | Herbert Lawford      | 7–5, 6–2, 4–6, 7–5       |      |
| 1884                                                                       | William Renshaw     | Herbert Lawford      | 6–0, 6–4, 9–7            |      |
| 1883                                                                       | William Renshaw     | Ernest Renshaw       | 2–6, 6–3, 6–3, 4–6, 6–3  |      |
| 1882                                                                       | William Renshaw     | Ernest Renshaw       | 6–1, 2–6, 4–6, 6–2, 6–2  |      |
| 1881                                                                       | William Renshaw     | John Hartley         | 6–0, 6–1, 6–1            |      |
| 1880                                                                       | John Hartley        | Herbert Lawford      | 6–3, 6–2, 2–6, 6–3       |      |
| 1879                                                                       | John Hartley        | Vere St. Leger Goold | 6–2, 6–4, 6–2            |      |
| 1878                                                                       | Frank Hadow         | Spencer Gore         | 7–5, 6–1, 9–7            |      |
| 1877                                                                       | Spencer Gore        | William Marshall     | 6–1, 6–2, 6–4            |      |

Pisos: 
      Duro 
      Saibro 
      Grama 
      Carpete 

## Estatísticas

### Campeões
|  | Recorde |

| Jogador             | Total | Era aberta | Anos                                           |
| ------------------- | ----- | ---------- | ---------------------------------------------- |
| Roger Federer       | 8     | 8          | 2003, 2004, 2005, 2006, 2007, 2009, 2012, 2017 |
| William Renshaw     | 7     | 0          | 1881, 1882, 1883, 1884, 1885, 1886, 1889       |
| Pete Sampras        | 7     | 7          | 1993, 1994, 1995, 1997, 1998, 1999, 2000       |
| Novak Djokovic      | 7     | 7          | 2011, 2014, 2015, 2018, 2019, 2021, 2022       |
| Lawrence Doherty    | 5     | 0          | 1902, 1903, 1904, 1905, 1906                   |
| Björn Borg          | 5     | 5          | 1976, 1977, 1978, 1979, 1980                   |
| Reginald Doherty    | 4     | 0          | 1897, 1898, 1899, 1900                         |
| Anthony Wilding     | 4     | 0          | 1910, 1911, 1912, 1913                         |
| Rod Laver           | 4     | 2          | 1961, 1962, 1968, 1969                         |
| Wilfred Baddeley    | 3     | 0          | 1891, 1892, 1895                               |
| Arthur Gore         | 3     | 0          | 1901, 1908, 1909                               |
| Bill Tilden         | 3     | 0          | 1920, 1921, 1930                               |
| Fred Perry          | 3     | 0          | 1934, 1935, 1936                               |
| John Newcombe       | 3     | 2          | 1967, 1970, 1971                               |
| John McEnroe        | 3     | 3          | 1981, 1983, 1984                               |
| Boris Becker        | 3     | 3          | 1985, 1986, 1989                               |
| John Hartley        | 2     | 0          | 1879, 1880                                     |
| Joshua Pim          | 2     | 0          | 1893, 1894                                     |
| Norman Brookes      | 2     | 0          | 1907, 1914                                     |
| Gerald Patterson    | 2     | 0          | 1919, 1922                                     |
| Jean Borotra        | 2     | 0          | 1924, 1926                                     |
| René Lacoste        | 2     | 0          | 1925, 1928                                     |
| Henri Cochet        | 2     | 0          | 1927, 1929                                     |
| Don Budge           | 2     | 0          | 1937, 1938                                     |
| Lew Hoad            | 2     | 0          | 1956, 1957                                     |
| Roy Emerson         | 2     | 0          | 1964, 1965                                     |
| Jimmy Connors       | 2     | 2          | 1974, 1982                                     |
| Stefan Edberg       | 2     | 2          | 1988, 1990                                     |
| Rafael Nadal        | 2     | 2          | 2008, 2010                                     |
| Andy Murray         | 2     | 2          | 2013, 2016                                     |
| Carlos Alcaraz      | 2     | 2          | 2023, 2024                                     |
| Jannik Sinner       | 1     | 1          | 2025                                           |
| Spencer Gore        | 1     | 0          | 1877                                           |
| Frank Hadow         | 1     | 0          | 1878                                           |
| Herbert Lawford     | 1     | 0          | 1887                                           |
| Ernest Renshaw      | 1     | 0          | 1888                                           |
| Willoughby Hamilton | 1     | 0          | 1890                                           |
| Harold Mahoney      | 1     | 0          | 1896                                           |
| Bill Johnston       | 1     | 0          | 1923                                           |
| Sidney Wood         | 1     | 0          | 1931                                           |
| Ellsworth Vines     | 1     | 0          | 1932                                           |
| Jack Crawford       | 1     | 0          | 1933                                           |
| Bobby Riggs         | 1     | 0          | 1939                                           |
| Yvon Petra          | 1     | 0          | 1946                                           |
| Jack Kramer         | 1     | 0          | 1947                                           |
| Bob Falkenburg      | 1     | 0          | 1948                                           |
| Ted Schroeder       | 1     | 0          | 1949                                           |
| Budge Patty         | 1     | 0          | 1950                                           |
| Dick Savitt         | 1     | 0          | 1951                                           |
| Frank Sedgman       | 1     | 0          | 1952                                           |
| Vic Seixas          | 1     | 0          | 1953                                           |
| Jaroslav Drobný     | 1     | 0          | 1954                                           |
| Tony Trabert        | 1     | 0          | 1955                                           |
| Ashley Cooper       | 1     | 0          | 1958                                           |
| Alex Olmedo         | 1     | 0          | 1959                                           |
| Neale Fraser        | 1     | 0          | 1960                                           |
| Chuck McKinley      | 1     | 0          | 1963                                           |
| Manuel Santana      | 1     | 0          | 1966                                           |
| Stan Smith          | 1     | 1          | 1972                                           |
| Jan Kodeš           | 1     | 1          | 1973                                           |
| Arthur Ashe         | 1     | 1          | 1975                                           |
| Pat Cash            | 1     | 1          | 1987                                           |
| Michael Stich       | 1     | 1          | 1991                                           |
| Andre Agassi        | 1     | 1          | 1992                                           |
| Richard Krajicek    | 1     | 1          | 1996                                           |
| Goran Ivanišević    | 1     | 1          | 2001                                           |
| Lleyton Hewitt      | 1     | 1          | 2002                                           |

### Campeões por país
|  | Recorde      |
|  | País Extinto |

| País           | Total | Era aberta |
| -------------- | ----- | ---------- |
| Grã-Bretanha   | 37    | 2          |
| Estados Unidos | 33    | 15         |
| Austrália      | 21    | 6          |
| Suíça          | 8     | 8          |
| Sérvia         | 7     | 7          |
| Suécia         | 7     | 7          |
| França         | 7     | 0          |
| Espanha        | 5     | 4          |
| Alemanha       | 4     | 4          |
| Nova Zelândia  | 4     | 0          |
| Itália         | 1     | 1          |
| Checoslováquia | 1     | 1          |
| Croácia        | 1     | 1          |
| Países Baixos  | 1     | 1          |
| Egito          | 1     | 0          |